# 오스트리아 미래 동맹
오스트리아 미래 동맹(독일어: Bündnis Zukunft Österreich, 약칭 BZÖ)은 오스트리아의 민족보수주의 정당이다.

## 같이 보기
- 오스트리아 자유당